# Aloysio Borges
Aloysio Alves Borges (18 dicembre 1917 – 27 novembre 1996) è stato un pentatleta e schermidore brasiliano.

## Biografia
Ha partecipato ai Giochi della XIV Olimpiade di Londra nel 1948 ed ai Giochi della XV Olimpiade di Helsinki nel 1952 nella specialità del pentathlon moderno.

## Palmarès
In carriera ha conseguito i seguenti risultati:
- Mondiali:

Helsingborg 1951: bronzo nel pentathlon moderno a squadre.
- Giochi panamericani:

Buenos Aires 1951: argento nel pentathlon moderno a squadre.
San Paolo 1963: argento nella spada a squadre.